# アクセル・レイヨンフーヴッド
アクセル・レイヨンフーヴッド（Axel Leijonhufvud、Axel Stig Bengt Leijonhufvud、1933年 - 2022年5月5日）は、スウェーデン生まれの経済学者であり、アメリカ、イタリアを中心に活躍している。

## 略歴
- 1933年 スウェーデンのストックホルムで生まれた。
- スウェーデンのルンド大学に入る。
- 1960年 ルンド大学で博士号を取得する。
- アメリカに移住する。
- 1961年 ピッツバーグ大学でMAを取る。
- 1964年 カリフォルニア大学ロサンゼルス校（UCLA）の助教授となる。
- 1967年 ノースウェスタン大学で2つ目のPh.D.を受ける。
- 1967年 カリフォルニア大学ロサンゼルス校の准教授となる。
- 1970年 カリフォルニア大学ロサンゼルス校の教授となる。

（1960年代以降、ヨーロッパの様々な大学から客員教授として招かれている。）
- コロラド州ボールダーにある経済研究局のメンバーとなる。
- 1980年初頭 日本大学経済学部客員教授として来日。
- 1983年 スウェーデンのルンド大学より名誉博士を得る。
- 1995年 イタリアのトレント大学の教授となる。
- 2009年 トレント大学の名誉教授となる。

## 研究・主張
- ケインズ経済学は均衡の経済学ではないとして、非正統派的ケインズ解釈を主張している。ヒックスやサミュエルソン以降に主流となっている「ケインジアンの経済学」とケインズが一般理論で主張した「ケインズの経済学」は別物であるとしている。
- レイヨンフーヴッドの主張以来、ケインジアンの不均衡分析は現代マクロ経済学の特徴となっている。

## 主要著作
- On Keynesian Economics and the Economics of Keynes: A study in monetary theory (1968年)
  - 『ケインジアンの経済学とケインズの経済学』、根岸隆監訳、日本銀行ケインズ研究会訳、東洋経済新報社、1978年
- Information and Coordination: Essays in macroeconomic theory (1981年)
  - 『ケインズ経済学を超えて』、中山靖夫監訳、片平光昭・藤本訓利・関谷喜三郎・北村宏隆共訳、東洋経済新報社、1984年